# Kerpen (Eifel)
Pour l’article homonyme, voir Kerpen.
Kerpen (Eifel) est une municipalité de la Verbandsgemeinde Hillesheim, dans l'arrondissement de Vulkaneifel, en Rhénanie-Palatinat, dans l'ouest de l'Allemagne.